# Vapor Transmission
Vapor Transmission è il secondo album in studio del gruppo alternative metal statunitense Orgy, pubblicato nel 2000.

## Tracce
1. Vapor Transmission (Intro) – 2:15
2. Suckerface – 3:28
3. The Odyssey – 2:56
4. Opticon – 2:58
5. Fiction (Dreams in Digital) – 3:25
6. Eva – 5:02
7. 107 – 4:14
8. Dramatica – 3:33
9. Eyes-Radio-Lies – 3:58
10. Saving Faces – 4:06
11. Re-Creation – 3:32
12. Chasing Sirens – 3:59
13. Where's Gerrold – 4:11
14. Ghost track – 4:22